# Trachyspina chillimookoo
Trachyspina chillimookoo är en spindelart som beskrevs av Norman I. Platnick 2002. Trachyspina chillimookoo ingår i släktet Trachyspina och familjen Trochanteriidae.
Artens utbredningsområde är Sydaustralien. Inga underarter finns listade i Catalogue of Life.